# Omer-Zählen

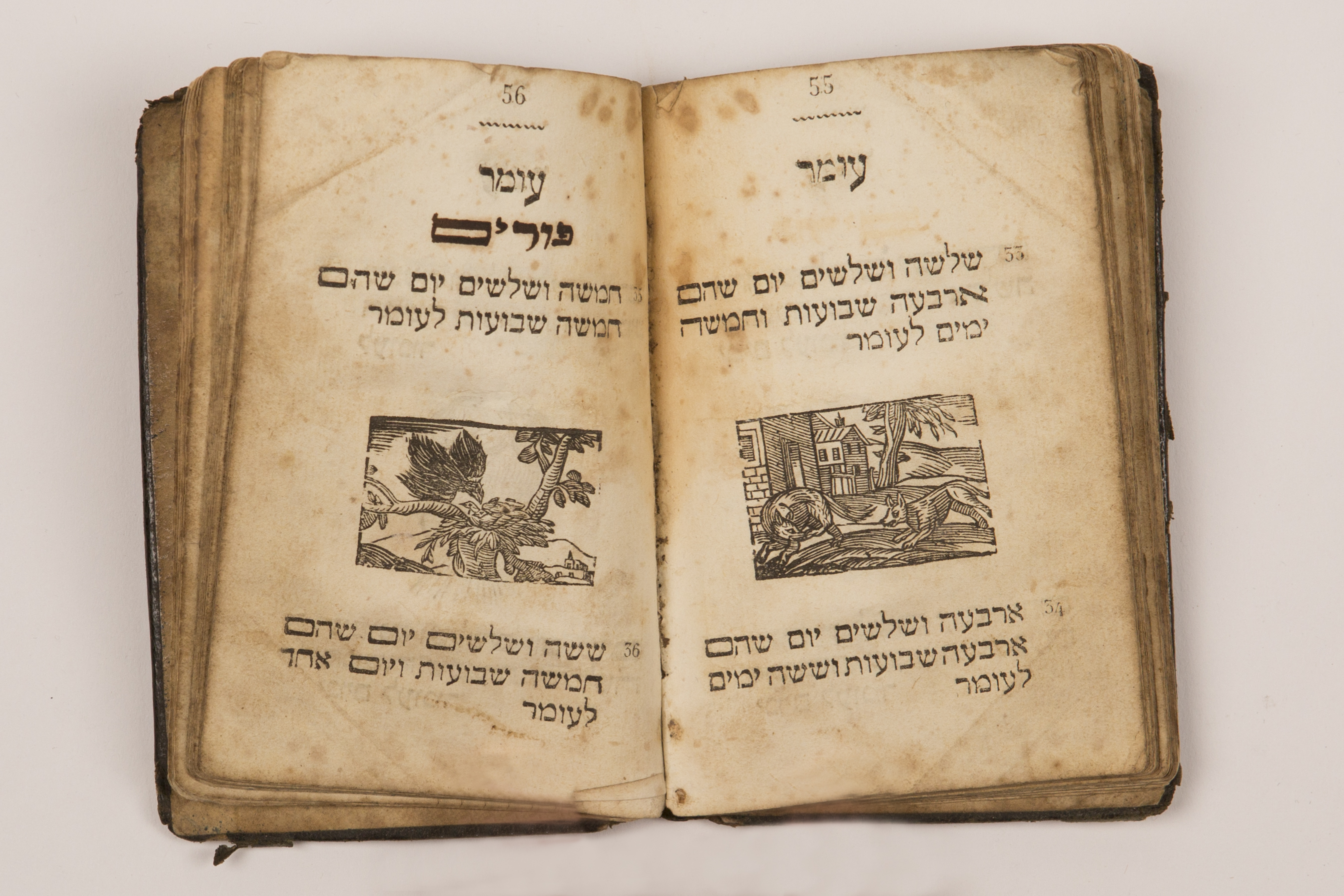
Omer-Kalender aus Verona (Italien), datiert 1826, in der Sammlung des Jüdischen Museums der Schweiz

Der Ausdruck Omer-Zählen (hebräisch ספירת העומר Sefirat Ha'omer, deutsch ‚Garbenzählen‘) bezeichnet das rituelle Zählen eines jeden der 49 Tage zwischen den jüdischen Festen Pessach und Schawuot.
Zwischen Pessach und Schawuot, dem Wochenfest, wird Omer („Garben“) gezählt; der Brauch gründet im landwirtschaftlichen Charakter des jüdischen Jahres. Pessach feiert nicht nur die Befreiung der Juden aus der ägyptischen Knechtschaft und die Begründung des Volkes Israel, sondern war auch das Dankfest für die ersten Früchte des Jahres. Noch vor dem ersten Brot aus der neuen Ernte wurden Garben in den Tempel gebracht (3. Mose 23,9–16 ; ).
Nach dem Ende des Omer-Zählens wird Schawuot gefeiert. Die 49 Tage der Omer-Zeit sind die Zeit zwischen dem Beginn der Gerstenernte und dem Ende der Weizenernte.
Das Omer-Zählen ist ritualisiert und läuft so ab:
Der erste Tag, ab dem gezählt wird, ist der zweite Seder-Abend. Man spricht: „Heute ist ein Tag seit dem Omer.“ Am zweiten Tag heißt es: „Heute sind es zwei Tage seit dem Omer“ und so fort. Am achten Abend sagt man: „Heute sind es acht Tage, das sind eine Woche und ein Tag nach dem Omer.“
Historisch waren die Omer-Tage geprägt von Katastrophen für das jüdische Volk, u. a. der Tod vieler Schüler des Rabbi Akiba als Folge des Bar-Kochba-Aufstandes gegen die Römer (132 bis 135), die Ausschreitungen während der Zeit der Kreuzzüge (1096–1099) oder der Aufstand im Warschauer Ghetto und dessen Niederschlagung. Deshalb werden in der Omer-Zeit keine freudigen Ereignisse (Familienfeste) gefeiert. Es gibt aber eine Ausnahme, der 33. Omer-Tag (18. Ijar). An diesem Tag, dem Lag baOmer, sind Hochzeiten erlaubt, weil nach der Tradition an diesem Tag das Sterben der Schüler Rabbi Akibas endete.